# Mireille Hartuch
Mireille Hartuch (Parigi, 30 settembre 1906 – Parigi, 29 dicembre 1996) è stata una compositrice, cantante e attrice francese.
Era sposata con l'autore Emmanuel Berl.
Dalla madre assorse la passione per la musica dedicandosi con impegno allo studio del pianoforte ed intenzionata a diventare contertista, ma prima ancora di entrare nell'età dell'adolescenza fu costretta ad abbandonare il sogno, stroncata dal giudizio di maestri troppo tradizionalisti e severi che rilevarono come le sue mani fossero troppo piccole per potersi muovere con eleganza sulla tastiera. Nel 1928 Mireille incontrò Jean Nohain, un giovane avvocato che si dilettò a scrivere testi per le canzoni e che le regalò i versi per alcune melodie da lei composte. Iniziò così una collaborazione destinata a lasciare un segno importante nella storia della musica francese.